# Fred Beavis
Fred Beavis (* 8. Oktober 1914 in Toronto, Ontario; † 11. Juli 1997 ebenda) war ein kanadischer Politiker. Er war langjähriger Stadtrat von Toronto und bekleidete vom 1. September 1978 bis zum 30. November 1978 das Amt des Bürgermeisters von Toronto.
Beavis wurde 1961 zum ersten Mal Stadtrat und blieb es mit einer Ausnahme zwischen 1975 und 1977 bis ins Jahr 1988. Er war Mitglied mehrerer Ausschüsse, unter anderem auch im Exekutivkomitee. Nachdem David Crombie im August 1978 sein Amt als Bürgermeister aufgab, um in die Bundespolitik zu wechseln, musste ein neuer Bürgermeister interimistisch gefunden werden. Beavis und die Stadträtin Anne Johnston hatten gleich viele Stimmen, so dass das Los entscheiden musste und so Beavis bis zur Bürgermeisterwahl im November desselben Jahres das Amt innehatte. Fred Beavis war mit Frances Beavis verheiratet und starb am 11. Juli 1997 im Torontoer St. Michael’s Krankenhaus an einer Lungenentzündung.